# Битва за Сански-Мост (1943)
Вторая битва за Сански-Мост (сербохорв. Друга битка за Сански-Мост / Druga bitka za Sanski-Most) или Второе нападение НОАЮ на Сански-Мост (сербохорв. Други напад НОВЈ на Сански Мост / Drugi napad NOVJ na Sanski-Most) — штурм города Сански-Мост, организованный 4-й и 10-й краинскими дивизиями югославских партизан в ночь с 20 на 21 октября 1943. Завершился освобождением города и захватом огромного количества тяжёлого вооружения немцев, а также попаданием около 1000 немецких солдат в плен.

## Подготовка немцев к обороне
Накануне возвращения 4-й краинской дивизии из Далмации, которая обороняла Сплит, 5-й краинский армейский корпус НОАЮ взял инициативу в свою руки и начал готовить наступление в Западной Боснии. Для обороны территории от югославов по приказу командования 15-го горного армейского корпуса были отправлены солдаты 373-й пехотной дивизии и добровольцы из 3-го горнострелкового отряда НГХ. Им предстояло занять Баню-Луку, Приедор и некоторые другие коммуникации. При этом незащищённым остался Сански-Мост.

## Штурм
Для штурма города югославы собрали 6-ю и 8-ю краинскую бригады из 4-й дивизии, а также 8-ю и 13-ю краинские бригады из 10-й дивизии. Помощь оказывали также Санский и Подгрмечский отряды, а также ударный батальон Дрварского отряда.
В ночь с 20 на 21 октября 1943 года войска нанесли неожиданный удар по немецкому гарнизону, повергнув его солдат в панику. Немцы, не ждавшие удара по Сански-Мосту, были перепуганы настолько, что не сумели оказать какого-либо сопротивления, а хорватские войска сбежали с поля боя, даже не попытавшись помочь немцам. Спустя несколько часов после начала боя город был в руках югославских солдат.

## Потери
Согласно докладу штаба 5-го краинского корпуса, югославские войска потеряли всего 5 убитых и 12 раненых солдат 4-й дивизии, в то время как немцы потеряли убитыми 70 человек, а ранеными и пленными около 1100 человек (в их числе было 28 офицеров). Партизанам досталась богатая добыча: 906 пушек и гаубиц, 5 тяжёлых гаубиц, 66 пулемётов, 6 тяжёлых пулемётов и целых три вагона припасов. По немецким данным, убитыми и ранеными из гарнизона значились около 1000 человек, а партизанам досталось только пять артиллерийских орудий.

## Последствия
Вторая попытка взятия города Сански-Мост наконец-то увенчалась успехом для партизан, что стабилизировало обстановку в Западной Боснии и создало плацдарм для дальнейших атак на Приедор и Баня-Луку (которые, однако, так и не были организованы в течение года; только в декабре югославы предприняли попытку проникнуть в город). С 30 июня по 2 июля 1944 в городе состоялось Второе заседание Антифашистского вече народного освобождения Боснии и Герцеговины.